# Землетрус на Гаїті (2018)
Землетру́с на Гаї́ті 2018 ро́ку — землетрус силою 5,9 балів за шкалою Ріхтера, який стався на острові Гаїті о 19:11 за місцевим часом (UTC−5). Епіцентр розташований за 19 км на північний захід від міста Пор-де-Пе). Гіпоцентр залягав на глибині 11,7 км.
За даними Геологічної служби США загинуло 11 осіб. Поштовхами зруйновано та пошкоджено багато будинків, проводяться рятувальні роботи з розчищення завалів та допомоги постраждалим.
Після основного поштовху було зареєстровано ще 2 повторних поштовхи.
Останній руйнівний землетрус відбувся у 2010 році, 18 років тому.

## Реакція
Президент країни Жовенель Моїз закликав громадян «залишатися спокійними» та запевнив громадян, що місцева та регіональна влада вже проводить відповідні рятувальні роботи з ліквідації наслідків стихії.